# Angélica Verdugo
Angélica Paz Verdugo Sobral (Santiago, 1 de enero de 1960) es una médica cirujana y política chilena, miembro del Partido Socialista (PS). Entre marzo de 2014 y noviembre de 2015 se desempeñó como subsecretaria de Redes Asistenciales de su país, bajo el segundo gobierno de Michelle Bachelet.

## Estudios
Realizó sus estudios superiores en la Facultad de Medicina de la Universidad de Chile, titulándose como médica cirujana, y luego cursó un magíster en salud pública en esa misma casa de estudios, y una maestría en administración con especialización en salud en la Universidad Andrés Bello. Asimismo, en 1996, efectuó un diplomado en gestión de instituciones de salud, del Programa Interfacultades de Administración en Salud (PIAS) de la Universidad de Chile, y en 2008, un diplomado en gerencia docial y políticas públicas en la Facultad Latinoamericana de Ciencias Sociales (Flacso).

## Carrera profesional y política
Inició su carrera profesional en 1986 en el Centro de Investigación y Acción en Salud Poblacional-CIASPO, ejerciendo paralelamente como médica de un Servicio de Atención Primaria de Urgencia (SAPU). Más adelante, en 1992, fue nombrada por el alcalde de El Bosque, Sadi Melo, como directora de la Dirección de Salud de la Municipalidad de esa comuna, cargo en el cual participó de la reconstrucción de la atención primaria. Entre los años 2000 y 2003, bajo el gobierno del presidente Ricardo Lagos, se desempeñó como jefa del Departamento de Gestión de la División de Atención Primaria del Ministerio de Salud (Minsal), y al año siguiente, como subdirectora de la Subdirección Médica del Servicio de Salud Metropolitano Sur (SMSS).
En la siguiente administración presidida por Michelle Bachelet en marzo de 2006, fue nombrada como directora de dicho Servicio, función que ocupó hasta abril de 2010. Tras lo anterior, actuó como asesora de la Dirección de Salud de la Municipalidad de Pedro Aguirre Cerda hasta inicios de 2014. Militante del Partido Socialista (PS), fue miembro del equipo de la comisión elaboradora del «Programa de Salud» de la candidatura de Bachelet, de cara a la elección presidencial de 2013.
Luego de que Bachelet resultara por segunda vez electa presidenta de la República, por el período 2014-2018, esta la nombró como titular de la Subsecretaría de Redes Asistenciales, puesto gubernamental al que renunció el 9 de noviembre de 2015, producto de cuestionamientos por una deuda hospitalaria que mantenía el Ministerio de Salud y diferencias sobre la construcción de hospitales prometidas por Bachelet. Fue sucedida por la también médica cirujana, Ana Gisela Alarcón, en calidad de subrogante y luego ratificada como titular.
Por otra parte, ha sido docente de cursos de posgrado en diversas universidades, y consultora de manera independiente. Actualmente es profesora del magíster en salud pública de la Universidad de Santiago de Chile.